# Glossop
Glossop je město na úpatí Pennin ve střední Anglii. Žije v něm okolo 33 000 obyvatel. Nachází se v borough High Peak hrabství Derbyshire 25 km východně od Manchesteru.
Lokalita byla obydlena již v době bronzové a Římané zde postavili pevnost Ardotalia. Glossop rostl v devatenáctém století, kdy patřil k střediskům textilního průmyslu. Městská práva mu byla udělena v roce 1866. Díky blízkosti národního parku Peak District se rozvíjí turistický ruch. Město leží na silnici A57 a je konečnou stanicí železnice Glossop line. Technickou památkou je nedaleký Dintingský viadukt.
V Glossopu se narodila spisovatelka Hilary Mantelová a v roce 1908 zde pobýval Ludwig Wittgenstein, když přednášel na Manchesterské univerzitě.
Místní fotbalový klub Glossop North End FC hrál v letech 1899–1915 nejvyšší fotbalovou soutěž, Glossop je tak historicky nejmenším prvoligovým městem v Anglii.

## Partnerská města
- Bad Vilbel (Německo)